# Sonnenberg (Wipperfürth)
Sonnenberg ist eine Ortschaft in der Gemeinde Wipperfürth im Oberbergischen Kreis im Regierungsbezirk Köln in Nordrhein-Westfalen (Deutschland). 

## Lage und Beschreibung
Der Ort besteht nur aus dem Hof Sonnenberg, der eine Betreuungstätte und zugleich Therapiebauernhof für psychisch erkrankte Menschen ist. Er liegt im Süden der Stadt Wipperfürth an der Landesstraße 284. Rund 150 Meter südöstlich der Ortschaft entspringt der Roppersthaler Bach. Nachbarorte sind Wegerhof, Roppersthal, Kleinscherkenbach und Bommerhaus.
Politisch wird Sonnenberg durch den Direktkandidaten des Wahlbezirks 7.2 (072) südöstliches Stadtgebiet im Rat der Stadt Wipperfürth vertreten.

## Geschichte
1548 wird der Ort erstmals unter der Bezeichnung „tho dem Sonnenberch“ in den Listen der bergischen Spann- und Schüppendienste genannt. Die Topographische Aufnahme der Rheinlande von 1825 zeigt auf umgrenztem Hofraum unter dem Namen „Sonnenberg“ zwei getrennt voneinander liegende Grundrisse.
Aus dem Jahre 1851 stammt ein im Ortsbereich befindliches Wegekreuz aus Sandstein, das heute unter Denkmalschutz steht.

## Busverbindungen
Über die im Nachbarort befindliche Haltestelle Roppersthal der Linie 332 (VRS/OVAG) ist Sonnenberg an den öffentlichen Personennahverkehr angebunden.

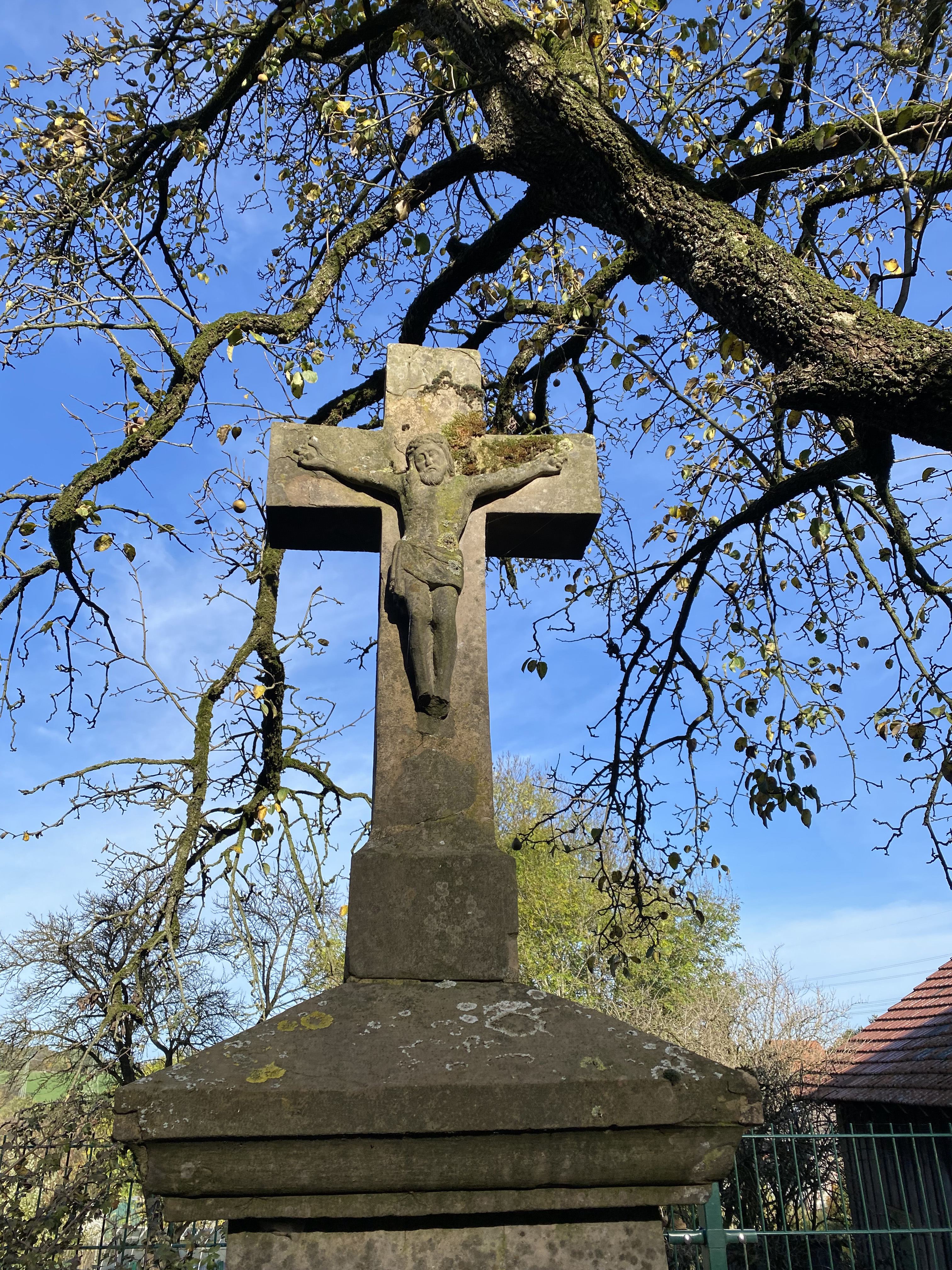
Wegekreuz (1851)
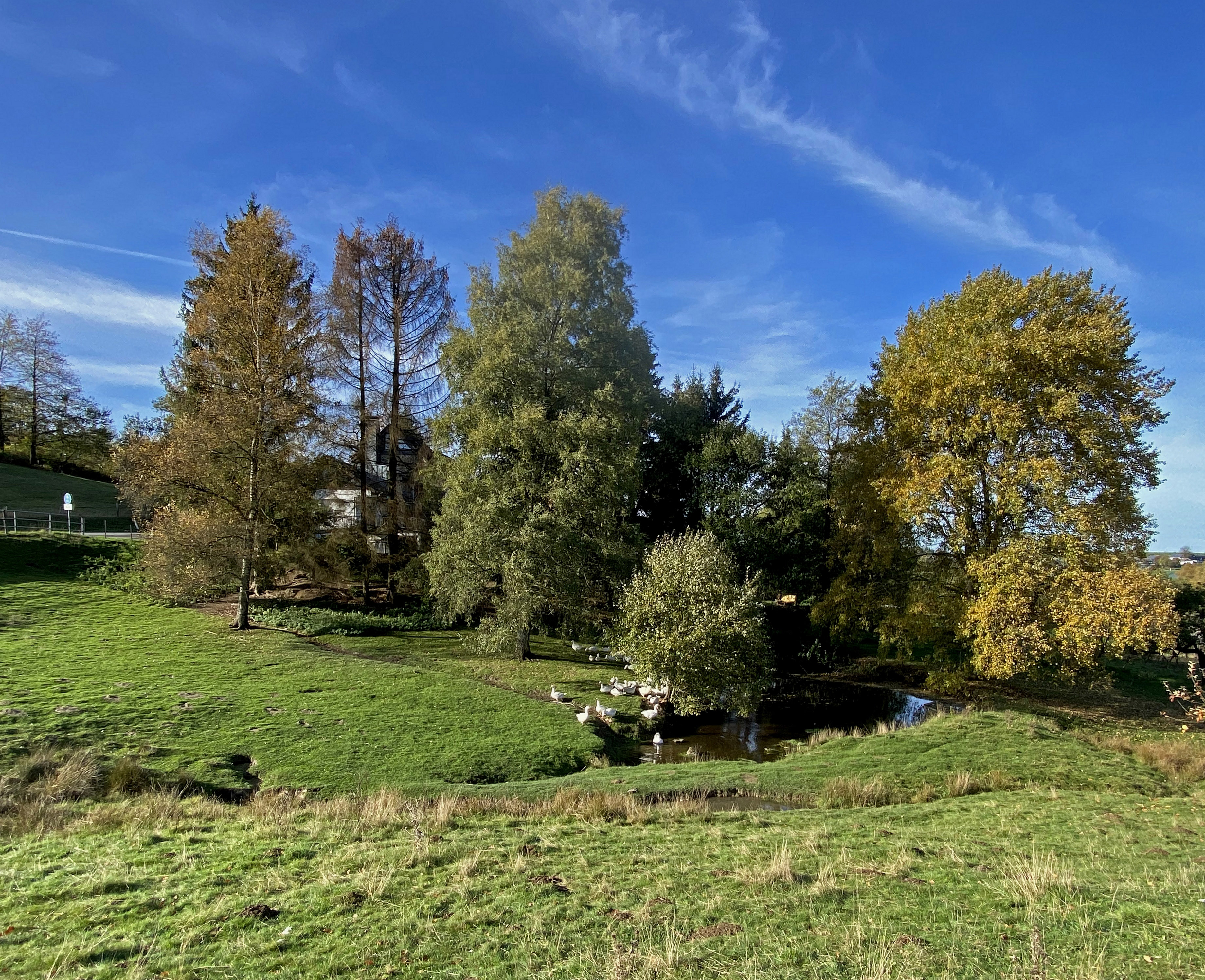
Ententeich am Hof Sonnenberg